# 湖北村
湖北村（こほくむら）は、千葉県東葛飾郡にかつて存在した村である。現在の千葉県我孫子市の中央部に位置している。
村の北には利根川が流れ、南には手賀沼が広がっていた。ただし第二次大戦後、南の手賀沼は大規模な干拓事業が行われ広大な水田地帯となって消滅した。

## 沿革
- 1889年（明治22年）5月22日 - 町村制施行により南相馬郡湖北村が誕生する。
- 1897年（明治30年）3月30日 - 東葛飾郡が南相馬郡を編入し東葛飾郡湖北村になる。
- 1955年（昭和30年）4月29日 - 我孫子町、布佐町と合併し、改めて我孫子町が発足。同日湖北村廃止。

## 交通

### 鉄道
- 国鉄（JR東日本）
  - 成田線
    - 湖北駅

## 出身有名人
- 松本清 - 旧：松戸市市長。マツモトキヨシ創業者